# Kaffe (musikgrupp)
Kaffe är en jazzgrupp från Bulgarien som är mest kända för att vara hemlandets absolut första representanter i Eurovision Song Contest. I 2005 tävlade de med balladen Lorraine som blev utslagen i semifinalen. Hemma i den nationella uttagningen blev gruppen misstänkta för att ha köpt sig segern och det diskuterades mycket efteråt.
Bandet grundades under namnet Badu 1999, men lades på is då flera av medlemmarna fokuserade på andra eller egna projekt till 2001.
Kaffe har med låtarna “There Again”, “Isn’t It Love”, “No More” och “Instead Of Me” fått flera hits i hemlandet. 2004, fick sextetten utmärkelsen som ‘årets band’.